# Arrest St. Barbara/Aartsbisdom Utrecht
Het arrest St. Barbara/Aartsbisdom Utrecht (HR 25 oktober 2002, NJ 2003/241) is een arrest van de Nederlandse Hoge Raad dat betrekking heeft op natrekking van graftekens.

## Casus en samenvatting
"Eigen graven" zijn graven, waarop een uitsluitend recht op een graf is gevestigd. Het uitsluitend recht verleent de rechthebbende het recht om in het desbetreffende graf een of meer stoffelijke overschotten te begraven en begraven te houden. Het Aartsbisdom Utrecht is rechthebbende op een aantal "eigen graven" op de begraafplaats St. Barbara. Het gaat dan om de grafkelders van Utrechtse aartsbisschoppen en een groot aantal priestergraven.
Het arrest gaat om de eigendom van de graftekens op deze "eigen graven". Het Gerechtshof Amsterdam heeft beslist dat de betreffende graftekens moeten worden aangemerkt als werken die duurzaam met de grond zijn verenigd in de zin van art, 5:20 BW. Derhalve is de eigenaar van de grond ook eigenaar van het grafteken (natrekking). Dus St. Barbara is eigenaar van de graftekens die zijn geplaatst op de "eigen graven" van het Aartsbisdom. Met juistheid heeft het hof aangenomen dat de verkeersopvattingen in dit verband niet in aanmerking kunnen worden genomen nu buiten twijfel is dat de graftekens gezien hun naar buiten voor iedereen kenbare aard en inrichting bestemd zijn om duurzaam ter plaatse te blijven.

## Rechtsvraag
De vraag is of graftekens, geplaatst op graven, waarop een uitsluitend recht op een graf is gevestigd, in eigendom toebehoren aan de rechthebbende op het grafrecht (het Aartsbisdom) dan wel aan de eigenaar van de grond (St. Barbara) (r.o. 3.1).

## Procesgang
Betrokkenen:
- Stichting R.K. Begraafplaats St. Barbara
- Aartsbisdom Utrecht

Het geding is bij prorogatie voorgelegd aan het gerechtshof te Amsterdam. St. Barbara vordert (1) te verklaren voor recht dat het Aartsbisdom c.s. eigenaar zijn van de gedenktekens waarop hun grafrecht rust, (2) het Aartsbisdom te gebieden zich ook als eigenaar te gedragen. Het hof heeft de vorderingen van St. Barbara afgewezen. Het cassatieberoep is verworpen.

## Hof en Hoge Raad
Het hof heeft geoordeeld dat graftekens als die van het Aartsbisdom duurzaam met de grond zijn verenigd in de zin van art. 5:20 jo art. 3:3 BW.
Wat betreft de motivering van het hof heeft de Hoge Raad overwogen:

[3.4.2] (...)

[*] Met juistheid heeft het Hof overwogen dat verkeersopvattingen in dit verband niet in aanmerking kunnen worden genomen nu buiten twijfel is dat de graftekens gezien hun voor een ieder naar buiten kenbare aard en inrichting bestemd zijn om duurzaam ter plaatse te blijven.

[*] Dit ontbreken van twijfel is (...) geenszins onverenigbaar met de vaststelling van het Hof dat graftekens (...) gelet op de veelal beperkte fundering of zelfs het ontbreken daarvan, doorgaans gemakkelijk kunnen worden verplaatst of weggenomen.

[*] Juist is evenzeer het oordeel van het Hof dat aan de duurzaamheid van de bestemming niet kan afdoen dat de onderhavige grafrechten voor bepaalde tijd (...) zijn verleend.

[*] Op het vorenstaande stuiten alle klachten af.

## Tot besluit
Dit proefproces is aangespannen om duidelijkheid te verkrijgen. Die duidelijkheid is er nu: De begraafplaats is eigenaar van de graftekens die op de graven staan. Het belang zit in de aansprakelijkheid als er ongelukken gebeuren en vooral als daarbij letselschade ontstaat, bijvoorbeeld als een grafteken omvalt.